# CJLV
CJLV est une station de radio québécoise francophone située à Laval, Québec, près de Montréal.
Fondée par Gilles Lajoie et Colette Chabot, et opérée par Radio Humsafar (en) Inc, la station diffuse sur la fréquence 1 570 kHz avec une puissance de 10 000 watts. C'est une station de classe B, utilisant une antenne directionnelle pointant vers l'est avec un patron d'antenne légèrement directionnel le jour mais beaucoup plus serré le soir. Même si le signal de la station est plutôt faible et ne dessert pas entièrement le Grand Montréal, même le jour, la station est captée par plusieurs radios amateurs en Europe et est considérée comme une des plus faciles à entendre outre-mer. 

## Histoire
CFAV a obtenu sa licence du CRTC le 2 juillet 2003 et a commencé à diffuser le 9 mars 2004,. Le format musical de la station a évolué depuis sa fondation. La station faisait alors entendre les standards de la musique souvenir,. Elle a ensuite évoluée en juin 2005 en présentant la musique souvenir plus traditionnelle des années 1950, 1960 et 1970. La station s'appelait alors Radio Nostalgie. Aujourd'hui, on l'appelle « CJLV Laval 1570 AM Plus ».
La fréquence 1 570 kHz a été celle de l'ex-CKLM. La station était située également à Laval avec une puissance de 50 000 watts comparativement à 10 000 watts maintenant. CKLM a ouvert ses portes en décembre 1962 à Montréal pour les fermer en juillet 1994 à Laval.
Au printemps 2007, la vente de CFAV et Diffusion Laval à Pierre Marchand a été approuvée. Depuis, le format musical a été modifié en février 2008. CJLV présente la musique des années 1960, 1970, 1980 et début 1990. Durant les fins de semaine, on peut aussi y entendre, pendant quelques heures, du country américain.
En juillet 2010, les propriétaires de CFAV étaient prêts à fermer la station en raison de faibles cotes d'écoute. Toutefois, une société indépendante a assumé ses opérations, tout en changeant le format de musique nostalgie à un nouveau format de musique rétro des années 1960, 1970 et 1980, ce format a été entendu à la station anglophone CINW (940 hits), jusqu'à ce que Corus Entertainment ait fermé la station le 29 janvier 2010. La marque de Radio Boomer a été vite abandonné, et la station est temporairement rebaptisé Laval 1570 AM. Les nouveaux propriétaires ont annoncé que la station sera finalement relancé avec de nouvelles lettres d'appel et CFAV est devenu l'actuel  CJLV 1570 AM Plus Laval, le 24 juillet 2010.
En juillet 2010, Radio Humsafar Inc. a acheté la station et a repris ses activités tout en adoptant un format plus ancien. La marque Radio Boomer a rapidement été abandonnée et la station a été rebaptisée La Radio de vos Souvenirs. Jasvir Singh Sandhu, le nouveau propriétaire et président de la compagnie, a annoncé que la station serait finalement relancée avec un nouvel indicatif, CJLV, le 24 juillet 2010. Au cours de cette période, CJLV a diffusé une grande variété de musique rétro des années 1960, 1970 et 1980 CLASSIC TOP HITS en français et en anglais.
Le 3 mai 2011, la station a reçu l'autorisation de poursuivre l'exploitation de CJLV, ainsi que la vente de la station à 7590474 Canada, société à numéro numérotée contrôlée par Radio Humsafar Inc,.
En 2013, CJLV a de nouveau changé de marque pour s'appeler AM 1570, avec le slogan La Radio de vos Souvenirs. Le format bilingue des anciens titres est resté intact et a été étendu à un format de service complet avec des nouvelles et des mises à jour sportives tout au long de la journée. Plusieurs nouveaux programmes spécialisés ont également été ajoutés à l'horaire.
En 2018, CJLV a commencé à accorder du temps d'antenne à des producteurs indépendants réalisant des programmes en français et un nombre limité d'heures au cours de la semaine à des programmes en langues étrangères à des producteurs indépendants. À compter de juillet 2018, Walter Centa a été mandaté pour gérer la station, il gère à la fois les départements de la programmation et des ventes. M. Centa a accumulé au cours de ses 37 années d’expérience riche en radio spécialisée multilingue, il était auparavant associé à une station de radio multilingue AM locale à Montréal. 
En 2019, CJLV prévoit de maintenir la grille de programmation actuelle en diffusant une grande variété de succès classic top hits en français et en anglais.